# The Flintstones
Os Flintstones (em inglês: The Flintstones) é uma série de televisão animada que foi exibida de 1960 a 1966 e criada por William Hanna e Joseph Barbera. O desenho retrata o cotidiano de uma família de classe média da Idade da Pedra. Calcula-se que já foi assistido por 300 milhões de espectadores em 80 países, sendo dublado em 22 idiomas. A série estreou às 20:30 do dia 30 de setembro de 1960, no canal ABC, e durou até 1 de abril de 1966. Entre 1 de outubro de 1992 e 1 de janeiro de 2004 foi emitida no Cartoon Network dos Estados Unidos.
No desenho animado, a família Flintstone vive na cidade pré-histórica de Bedrock ("canteiro de pedras", em inglês). Fred, o chefe da família, trabalha numa pedreira, dirige um carro com rodas de pedra, cuja propulsão são os seus pés, e tem um dinossauro, chamado Dino, como animal de estimação. A família vizinha são seus amigos, o casal Rubble, que possui um híbrido de canguru e dinossauro como animal de estimação, Hoppy. Com o tempo, surgiram Pedrita (Pebbles), a filha dos Flintstones, em 1962, e Bam-Bam, filho adotivo dos Rubbles, em 1963.
Exibida pela primeira vez em 30 de setembro de 1960, Os Flintstones foi a primeira série animada de comédia a ser exibida no horário nobre da TV estadunidense. Foi também a primeira série animada a ficar no ar por um longo tempo contínuo. Ao todo teve 166 episódios em seis temporadas. A marca só foi superada em 9 de fevereiro de 1997, quando Os Simpsons exibiram o episódio 167, na sua oitava temporada. Os Flinstones também foram a primeira animação (2D) a exibir uma história contínua num episódio de meia hora, ao contrário dos desenhos animados até então, bem mais curtos. E mais: foi a série de animação que transformou a empresa Hanna-Barbera Productions, criadora da série, num dos maiores estúdios de Hollywood. A série foi o primeiro desenho do mundo a ser exibido a noite, e por causa do sucesso em 2003, o SBT passou no horário das 21h30, logo após Scooby Doo. Em Portugal, foi transmitida durante os anos 60 na RTP.

## História

Anúncio publicitário dos cigarros Winston, nos créditos finais de Os Flintstones, de 1960.

A ideia de The Flintstones começou depois que a Hanna-Barbera produziu The Huckleberry Hound Show e The Quick Draw McGraw Show. Embora esses programas tenham sido bem-sucedidos, eles não tiveram o mesmo apelo de audiência que sua série de desenhos animados cinematográfica anterior, Tom e Jerry, que divertia tanto as crianças quanto os adultos que as acompanhavam. No entanto, como as crianças não precisavam da supervisão dos pais para assistir à televisão, a produção de Hanna-Barbera passou a ser rotulada de "somente para crianças". Barbera e Hanna queriam recapturar a audiência adulta com uma comédia de situação animada.
Barbera e Hanna experimentaram hillbillies (um tema hillbilly foi mais tarde incorporado em dois episódios Flintstones, "The Bedrock Hillbillies" e "The Hatrocks and the Gruesomes" e na série The Hillbilly Bears), romanos (anos depois, a Hanna-Barbera acabaria criando The Roman Holidays), peregrinos e índios como as configurações para as duas famílias antes de decidir sobre a Idade da Pedra. De acordo com Barbera, eles decidiram porque "você poderia pegar qualquer coisa que fosse atual e convertê-la em idade da pedra". Sob o título inicial The Flagstones, a família originalmente consistia de Fred, Wilma e seu filho, Fred Jr. Um breve filme de demonstração também foi criado para vender a ideia de uma "família moderna da idade da pedra" aos patrocinadores e à rede. O animador Kenneth Muse, que trabalhou nos desenhos animados de Tom e Jerry, também trabalhou nas primeiras temporadas de The Flintstones.
A série se baseou no seriado dos anos 50 The Honeymooners, embora a caracterização inicial da voz de Barney fosse a de Lou Costello. William Hanna admitiu que "Naquela época, 'The Honeymooners' era o programa mais popular no ar, e para minha conta, foi o programa mais engraçado em exibição. Os personagens, eu pensei, foram ótimos. Agora, isso influenciou muito o que nós fizemos com os Flintstones... 'The Honeymooners' estavam lá, e nós usamos isso como uma espécie de base para o conceito." No entanto, Joseph Barbera repudiou essas alegações em uma entrevista separada, afirmando que, "eu não me lembro de mencionar The Honeymooners quando eu vendi a série. Mas se as pessoas quiserem comparar The Flintstones aos Honeymooners, então ótimo. É um elogio total. The Honeymooners foi um dos maiores shows já escritos." Jackie Gleason, criador de The Honeymooners, considerou processar a Hanna-Barbera Productions, mas decidiu que ele não queria ser conhecido como "o cara que tirou Fred Flintstone do ar". Outra influência foi notada durante o período da dupla Hanna-Barbera na MGM, onde participaram de uma competição amistosa com o diretor de animação Tex Avery. Em 1955, Avery dirigiu um desenho animado intitulado "The First Bad Man" (narrado pelo lendário cowboy Tex Ritter). O curta dizia respeito às brincadeiras barulhentas de um ladrão de banco na idade da pedra em Dallas. Muitas das piadas visuais antecediam por muitos anos piadas similares usadas por Hanna-Barbera na série Flintstones. Muitos estudantes de animação americana apontam para este desenho como uma semente progenitora dos Flintstones.
O conceito também foi antecedido pela série Stone Age Cartoons, produzida em 1940 pelo Fleischer Studios, estes desenhos mostram pessoas da Idade da Pedra fazendo coisas modernas com meios primitivos. Um exemplo é o Granite Hotel, incluindo personagens como um jornaleiro, telefonista, atendente de hotel e uma paródia de Edgar Bergen e Charlie McCarthy. Outro exemplo é o curta "The First Bad Man" (1955), dirigido por Tex Avery para a MGM, o animador Ed Benedict, que trabalhou no curta, também trabalhou na produção de Os Flinstones. Várias piadas de Stone Age são retomadas em Flintstones, como os jornais de pedra e o uso de animais como eletrodomésticos.
A série é construída como uma versão fantástica do passado remoto, com o uso da tração animal e outras tecnologias anteriores à era industrial, e materiais como peles, madeira e pedra, embora os humanos tenham hábitos semelhantes aos de uma família moderna do século XX. Nesse cenário anacrônico, o homem convive com dinossauros e mamutes.
Os Flintstones era, originalmente, uma série direcionada ao público adulto. Nos dois primeiros anos de produção, o desenho era fortemente ligado à marca de cigarros Winston, e as personagens apareciam fumando em anúncios publicitários. A série mudou seu público-alvo para os jovens e crianças a partir da terceira temporada, quando nasceu a personagem Pedrita. O principal patrocinador passara a ser a fabricante de sucos de uva Welsh's, e os episódios adquiriram uma orientação mais familiar.

## Personagens

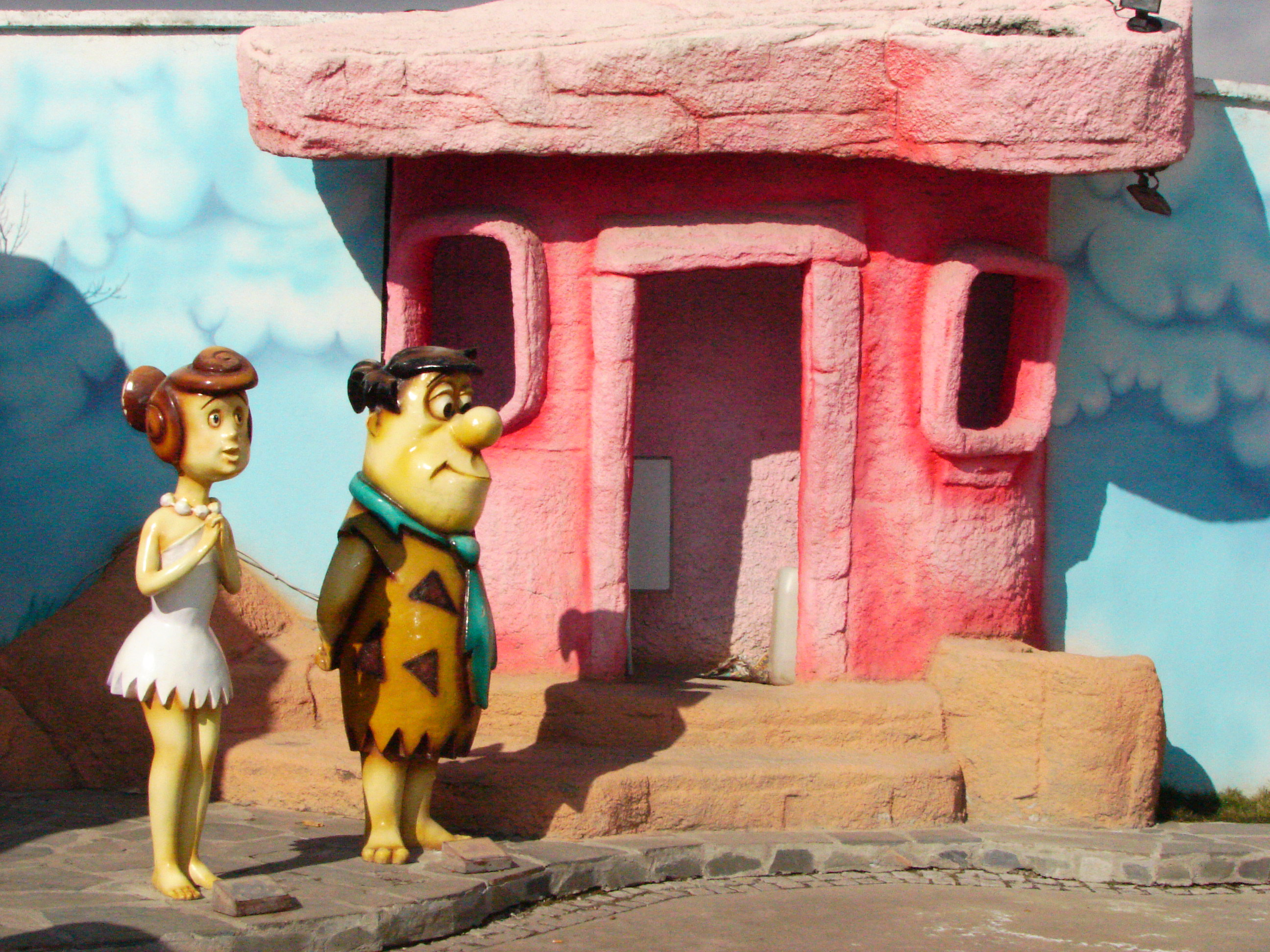
Bonecos de Wilma e Fred.

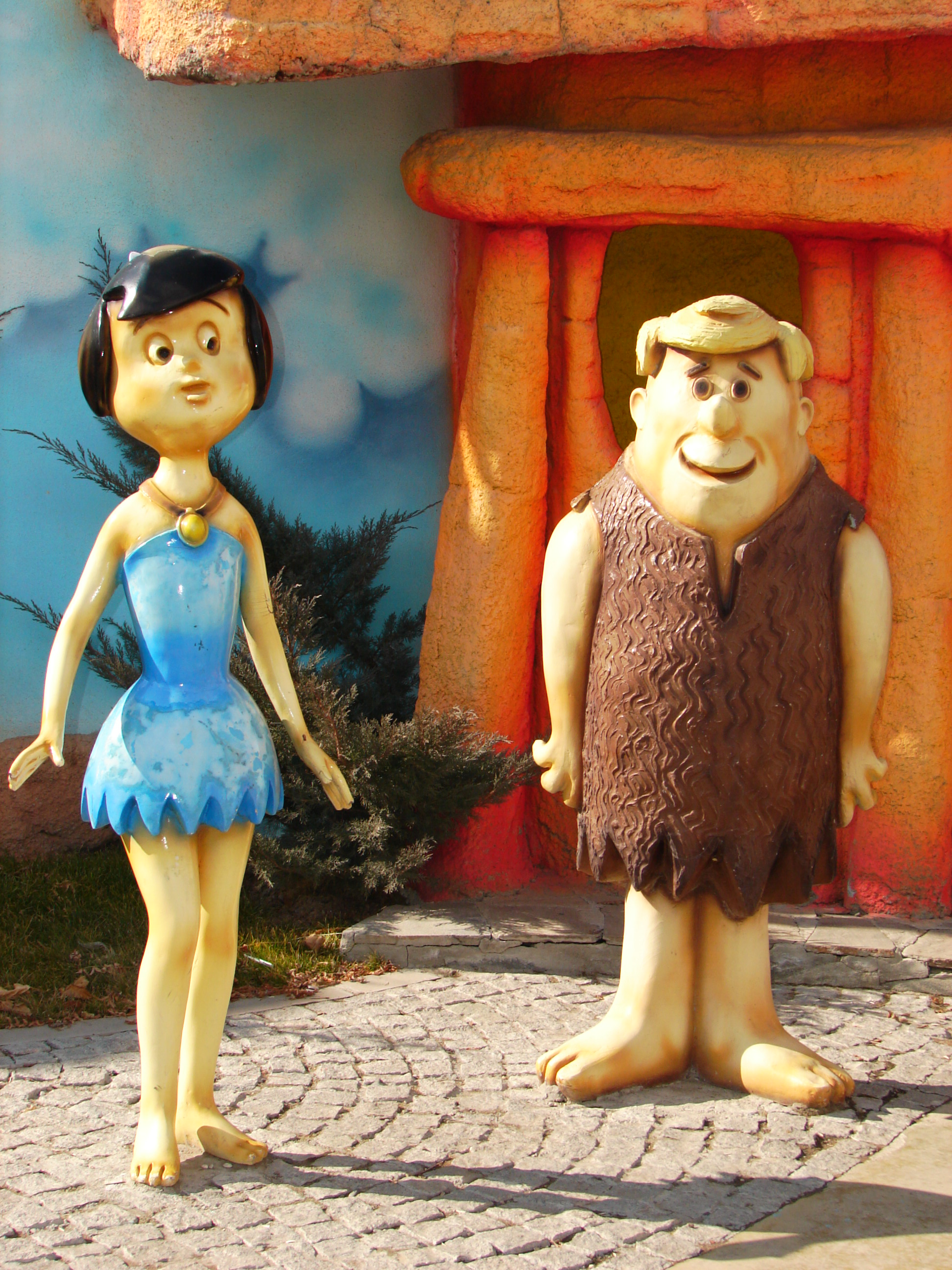
Bonecos de Betty e Barney.

Os Flintstones moram em Bedrock, uma cidade com 2.500 habitantes, no ano 1.040.000 A.C.
Fred Flintstone ganha a vida como operador de dinossauro da Slaterock Gravel Company. É casado com Wilma e pai de Pedrita, sendo exímio jogador de boliche e membro da confraria dos Búfalos d'Água. Seu patrão é o Senhor Pedregulho. O prato preferido de Fred é o Brontossaurobúrguer (ou Brontoburguer) com Cactus-Cola e também Costelas de Brontossauro. Nos episódios, Fred sempre entra em confusão. Seu famoso bordão é "yabadabadoo".
Fred é casado com Wilma Flintstone, uma exímia dona-de-casa, mãe de Pedrita. Sua melhor amiga é Betty Rubble, sua vizinha. Vilma já pensou m trabalhar fora várias vezes, mas seu marido Fred é contra. Na série animada, Vilma é da classe operária, assim como Fred; porém, no filme Viva Rock Vegas, ela é caracterizada como sendo de família rica. Pedrita, filha do casal, anos mais tarde, casa-se com Bambam Rubble ao tornar-se adulta. A mãe de Vilma, Pearl Slaghoople, visita frequentemente a família, trazendo aborrecimentos constantes a Fred, dando continuidade ao eterno, universal e engraçadíssimo conflito entre sogra e genro. O mascote da família Flintstone, Dino, sempre lambe seu dono quando ele chega do trabalho, derrubando-o no chão, para desespero de Fred.
O melhor amigo de Fred é Barney Rubble, com quem sempre acaba brigando. Barney é casado com Betty e pai adotivo de Bambam. Se Fred faz alguma trapalhada, Barney estará junto, mesmo contra a sua vontade, pois Fred geralmente o mete em enrascadas mesmo quando ele não quer. Ainda quando o Barney tem uma boa ideia, Fred a toma para si. É costumeiramente chamado de "nanico" por Fred.
Esposa de Barney, Betty Rubble, cujo nome de solteira é Betty McBricker, é uma mulher devotada ao esposo. Mãe adotiva de Bambam, tem a vizinha Wilma Flintstone como sua melhor amiga. As duas, aliás, diversas vezes acabam tirando Fred e Barney das enrascadas e confusões em que se meteram. Betty tem um senso crítico mais apurado que seu ingênuo marido em relação a Fred.
Bambam Rubble é o filho adotivo de Barney e Betty, conforme mostrado em episódio da série. Ele foi deixado à porta da casa dos Rubbles logo após o nascimento de Pedrita. Conhecido por sua força descomunal, ele ama Pedrita desde a infância.
Hoppy, um híbrido de canguru e dinossauro, é o mascote dos Rubbles. No primeiro episódio em que apareceu, foi confundido com um rato gigante por Fred na garagem dos Rubbles. A confusão de um canguru com um rato de tamanho descomunal também ocorreu em outro desenho famoso da Warner, com o personagem Frajola: um rato e um filhote de canguru.

## Elenco
Vozes originais
- Fred Flintstone: Alan Reed (série).
- Barney Rubble: Mel Blanc, Daws Butler.
- Wilma Flintstone: Jean Vander Pyl.
- Betty Rubble: Bea Benaderet, Gerry Johnson.
- Pedrita: Jean Vander Pyl.
- Bam-Bam: Don Messick.
- Dino: Mel Blanc, Jerry Mann.
- Gazoo: Harvey Korman.
- Sr. Pedregulho: John Stephenson.

### Dublagem
- Estúdio: GravaSon (1ª-2ª temporadas)/ AIC (3ª-6ª temporadas)
- Fred Flintstone: Marthus Mathias (1ª-2ª temporadas) / Alceu Silveira (3ª-6ª temporadas)
- Barney Rubble: Rogério Márcico (1ª-2ª temporadas) / Waldir Guedes (3ª-4ª Temporadas)/ Neville George (5ª-6ª temporadas)
- Wilma Flintstone: Helena Samara
- Betty Rubble: Nícia Soares (1ª-3ª temporadas) / Laura Cardoso (4ª-5ª temporadas) / Aliomar de Matos (6ª temporada)
- Pedrita: Aliomar de Matos / Cristina Camargo (efeitos vocais)
- Bam-Bam: Maria Inês / Older Cazarré efeitos vocais)
- Dino: Amaury Costa
- Grande Gazoo: Wilson Ribeiro
- Pear Flinstones: Deise Celeste
- Sr. Pedregulho: Waldir de Oliveira (1ª temporada) / Older Cazarré (2ª temporada) / Miguel Rosenberg (3ª-4ª temporadas) / Waldir Guedes (4ª temporada, alguns episódios) / Carlos Alberto Vaccari (5ª temporada) / José Carlos Guerra (5ª temporada, alguns episódios) / Gilberto Baroli (6ª temporada)
- Samantha Stephens: Jofferaz
- James Stephens: Carlos Campanile
- Stoney Curtis: Wilson Ribeiro
- Jimmy O'Neillstone: Gilberto Baroli
- Jack Benny: Eleu Salvador
- Hoagy Carmichael: Wilson Ribeiro

## Episódios
| Temporada | Temporada | Episódios | Episódios | Originalmente exibido  | Originalmente exibido |
| Temporada | Temporada | Episódios | Episódios | Estreia da temporada   | Final da temporada    |
| --------- | --------- | --------- | --------- | ---------------------- | --------------------- |
|           | Piloto    | Piloto    | Piloto    | 1959 (nunca exibido)   | 1959 (nunca exibido)  |
|           | 1         | 28        | 28        | 30 de setembro de 1960 | 7 de abril de 1961    |
|           | 2         | 32        | 32        | 15 de setembro de 1961 | 27 de abril de 1962   |
|           | 3         | 28        | 28        | 14 de setembro de 1962 | 5 de abril de 1963    |
|           | 4         | 26        | 26        | 19 de setembro de 1963 | 12 de março de 1964   |
|           | 5         | 26        | 26        | 17 de setembro de 1964 | 12 de março de 1965   |
|           | 6         | 26        | 26        | 17 de setembro de 1965 | 1 de abril de 1966    |

## Séries relacionadas
O sucesso de Os Flintstones deu origem a outras séries animadas, como Cave Kids e The Flintstone Kids, onde havia o super-herói Capitão Caverna e seu filho.
A lista de séries animadas derivadas da original é:
- The Flintstones (1960-66)
- Bambam e Pedrita (1971-72)
- The Flintstone Comedy Hour (1972-73)
- The Flintstone Comedy Show (1973-74)
- Fred Flintstone and Friends (1977-78)
- The New Fred and Barney Show (1979)
- Fred and Barney Meet the Thing (1979)
- Fred and Barney Meet the Shmoo (1979-80)
- The Flintstone Comedy Show (1980-82)
- The Flintstone Funnies (1982-84)
- The Flintstone Kids (1986-88)
- Dino: World Premiere Toons - featuring "Stay Out!" (1995) and "The Great Egg-Scape" (1997)
- Cave Kids: Pebbles & Bamm-Bamm (1996)

### Longa-metragem animado para o cinema
- The Man Called Flintstone (1966, Columbia Pictures)

### Especiais de televisão
- A Flintstone Christmas (1977)
- The Flintstones: Little Big League (1978)
- The Flintstones Meet Rockula and Frankenstone (1979)
- The Flintstones' New Neighbors (1980)
- The Flintstones: Fred's Final Fling (1980)
- The Flintstones: Wind-Up Wilma (1981)
- The Flintstones: Jogging Fever (1981)
- The Flintstones' 25th Anniversary Celebration (1986)
- The Flintstone Kids' "Just Say No" Special (1988)
- A Yabba Dabba Doo Celebration: 50 years of Hanna-Barbera (1989)
- A Flintstone Family Christmas (1993)

## Filmes

### Filmes para televisão
- The man called Flinstone (O Agente Flintstone/O Homem Chamado Flintstone)
- The Jetsons Meet the Flintstones (Os Jetsons e os Flintstones se Encontram) (1987)
- I Yabba-Dabba Do! (1993)
- Hollyrock-a-Bye Baby (1993) (Os Flintstones em: Vovôs em Hollyrock)
- A Flintstones Christmas Carol (1994) (Um Conto de Natal dos Flintstones)
- The Flintstones: On the Rocks (2001)

## Filmes em live action
Foram feitos dois filmes em live action baseados na série.
- Os Flintstones (1994)
- The Flintstones in Viva Rock Vegas (2000)

## Remake de The Flintstones
O diretor Seth MacFarlane é quem vai comandar o remake do desenho The Flintstones, um dos maiores clássicos da Hanna-Barbera. Após anos de complicações, o acordo entre a Fox Entertainment Group e a Warner Bros, que possui os direitos da série, foi finalmente confirmado, resultando em uma produção conjunta entre os dois estúdios.
Com estreia prevista para 2013 nos Estados Unidos, através da Fox Entertainment Group, a nova animação contará ainda com Dan Palladino (Gilmore Girls) e Kara Vallow (Uma Família da Pesada) como produtores executivos. Considerando seu histórico de animações (The Cleveland Show, Uma Família da Pesada), alguns fãs ficaram preocupados com como será a interpretação da série clássica por Seth MacFarlane.
Em um vídeo exibido no upfront da Fox Entertainment Group, o diretor falou rapidamente sobre seus planos para o remake. Ele disse: “Os personagens se parecerão os mesmos, mas eles terão novas tecnologias, como, por exemplo, ‘qual é a versão animal de um iPad?’“. A produção do remake de The Flintstones começou em 2011.

## The Flintstones no McDonald's
No mês de Setembro/Outubro de 2010, a rede de lanchonetes McDonald's estavam oferecendo como brinde do McLanche Feliz mini-pelúcias do Fred Flintstone, Pedrita Flintstone, Bambam Rubble e Dino. O tema da promoção era os clássicos personagens da Hanna-Barbera. Alem das mini-pelúcias do Fred Flintstone, Pedrita Flintstone, Bambam Rubble e Dino, tambem tinham mini-pelúcias do Scooby-Doo e Salsicha Rogers, do clássico Scooby-Doo, e Tom e Jerry, do clássico Tom and Jerry. No total eram oito mini-pelúcias. Os brindes da Hanna-Barbera ainda podem ser encontrados à venda em sites da internet.